# Muzeum Českého Kubismu
Het Museum van het Tsjechisch Kubisme (Muzeum Českého Kubismu) was tussen 2003 en 2012 een onderdeel van de Nationale Galerie (Národní galerie v Praze). Het was gevestigd in het centrum van de Tsjechische hoofdstad Praag. 
De permanente tentoonstelling van het Tsjechisch kubisme, die de periode van 1910 tot 1919 omvatte, was ingericht door de Nationale Galerie en het Museum voor toegepaste kunst. De collectie omvatte schilderijen van Emil Filla, Bohumil Kubišta, Josef Čapek, Antonin Procházka, Václav Špála, beeldhouwwerk van Otto Gutfreund en toegepaste kunst van Pavel Janák, Josef Gočár, Jaroslav Horejc en Vlatislav Hofman.
Ook het Huis van de Zwarte Madonna (Dům U Černé Matky Boží), waarin het museum was gevestigd, is een voorbeeld van het Tsjechisch kubisme. Het gebouw uit 1911/1912 is ontworpen door Josef Gočár. Het herbergt tegenwoordig een filiaal van het Museum voor toegepaste kunst. Er is nog steeds werk uit het Tsjechisch kubisme te zien.